# Кохбаван
Кохбаван (арм. Կողբավան) — село в Армавирской области Армении.

## География
Село расположено в западной части марза, к северу от автодороги , на расстоянии 33 километров к западу от города Армавира, административного центра области. Абсолютная высота — 1175 метров над уровнем моря.
Климат
Климат характеризуется как умеренно континентальный, влажный (Dfa в классификации климатов Кёппена). Среднегодовая температура воздуха составляет 9,7 °C. Средняя температура самого холодного месяца (января) составляет −5,4 °С, самого жаркого месяца (июля) — 23 °С. Расчётная многолетняя норма атмосферных осадков — 350 мм. Наибольшее количество осадков выпадает в мае (59 мм).

## Население
| Год переписи | Население          | Население          | Население          | Население            | Население            | Население            |
| Год переписи | Наличное население | Наличное население | Наличное население | Постоянное население | Постоянное население | Постоянное население |
| Год переписи | Всего              | Мужчины            | Женщины            | Всего                | Мужчины              | Женщины              |
| ------------ | ------------------ | ------------------ | ------------------ | -------------------- | -------------------- | -------------------- |
| 2001         | 83                 | 50                 | 33                 | 114                  | 67                   | 47                   |
| 2011         | 107                | 54                 | 53                 | 121                  | 62                   | 59                   |